# Зеленская, Нина Германовна
Нина Германовна Зеле́нская (1898—1986) — советский скульптор. Лауреатка двух Сталинских премий (1951, 1952).

## Биография
Н. Г. Зеленская родилась 19 февраля (3 марта) 1898 года в Киеве. В 1921 году училась в частной художественной студии В. В. Климова в Киеве. В 1926—1930 годах училась во ВХУТЕМАСе у В. И. Мухиной и И. С. Ефимова. Дипломной работой было декоративное оформление фонтана (руководитель И. М. Чайков).
Участница художественных выставок с 1924 года. В 1930—1932 годах состояла в Ассоциации художников революции. Работала в бригаде скульпторов под руководством В. И. Мухиной. Принимала участие в работе над монументом «Рабочий и колхозница» (1937), памятником А. М. Горькому (1951), памятником П. И. Чайковскому (1954), скульптурой «Требуем мира!» (1950) и другими произведениями.
Работы Н. Г. Зеленской принимали участие в зарубежных выставках: в Китае (1954) Румынии (1956), Всемирной выставке в Брюсселе (1958) и других. С 1941 по 1945 год преподавала в Московском институте прикладного и декоративного искусства.
Н. Г. Зеленская умерла в 19 марта 1986 года. Похоронена в Москве в колумбарии Ваганьковского кладбища (вместе с З. Г. Ивановой).

## Творчество
- «Счастливое детство» (1941)
- «Требуем мира!» (1950) (совместно с В. И. Мухиной, З. Г. Ивановой, А. М. Сергеевым, С. В. Казаковым)
- памятник М. Горькому у Белорусского вокзала (1951) (совместно с В. И. Мухиной, З. Г. Ивановой, по проекту И. Д. Шадра)
- «Молодые преобразователи природы» (1952) (Ленинские горы у МГУ имени М. В. Ломоносова)
- портреты В. И. Мухиной (1949—1967)
- «Борец за свободу Вьетнама А. Мартен» (1961)
- «Дары воды» (1964) (совместно с А. М. Сергеевым по эскизу В. И. Мухиной) (Центральный стадион имени В. И. Ленина)
- «Хлеб» (1976) (по модели В. И. Мухиной)
- надгробия хирурга М. Н. Ахутина (1948), скульптора В. И. Мухиной (1954; совместно с 3. Г. Ивановой), художницы С. В. Рянгиной (1957), актрисы А. А. Орочко (1966) — все на Новодевичьем кладбище[1]

## Награды и премии
- Сталинская премия второй степени (1951) — за скульптуру «Требуем мира!» (1950) (с соавторами)
- Сталинская премия первой степени (1952) — за памятник М. Горькому у Белорусского вокзала в Москве (1951) (с соавторами)